# Добровольский, Ерофей Владимирович
Ерофе́й Влади́мирович Доброво́льский (9 ноября 1903 года, Шалаёвка, Могилёвская губерния, Российская империя — 21 апреля 1987 года, Москва) — советский военачальник, Герой Советского Союза (6.04.1945). Генерал-лейтенант (1945).

## Биография
Ерофей Владимирович Добровольский родился 19 ноября 1903 года в деревне Шалаёвка в семье крестьянина.
Окончив сельскую школу, работал на родине.

### Начало военной службы
В декабре 1925 года был призван в ряды Красной Армии. В 1926 году окончил полковую школу 98-го стрелкового полка (33-я стрелковая дивизия, Белорусский военный округ), после её окончания служил в том же полку командиром отделения, помощником командира взвода, заведующим складом полка, старшиной роты. В 1927 году вступил в ряды ВКП(б). В декабре 1930 года направлен на учёбу.
Окончил в 1931 году Киевское военно-пехотное училище, затем был направлен в ту же дивизию, где служил командиром стрелкового взвода и командиром взвода полковой школы 99-го стрелкового полка и начальником хозяйственного довольствия окружного военного склада № 55, командиром роты и начальником штаба батальона в 98-м стрелковом полку, помощником начальника 1-й части штаба 33-й стрелковой дивизии, помощником командира полка, командиром батальона и начальником штаба 98-го стрелкового полка. В начале 1939 года короткое время исполнял обязанности 185-го отдельного пограничного полка. В апреле 1939 года его направили учиться в Москву.
В 1940 году Е. Добровольский окончил Курсы усовершенствования комсостава «Выстрел». С июля 1940 года служил командиром 189-го отдельного стрелкового полка в Благовещенском укрепрайоне 2-й Краснознамённой армии Дальневосточного фронта. С декабря 1940 года служил в штабе 2-й Краснознамённой армии старшим помощником начальника отдела боевой подготовки, заместителем начальника этого отдела. С апреля 1941 года — командир 237-го мотострелкового полка 69-й моторизованной дивизии Дальневосточного фронта.

### Великая Отечественная война
С июля 1941 года майор Е. В. Добровольский принимал участие в боях Великой Отечественной войны. Выгрузившись из эшелонов 16 июля 1941 года на станции Валдай в Новгородской области, дивизия вошла в состав 29-й армии. 15 июля 1941 года дивизия переформирована в 107-ю танковую дивизию. 23 июля 1941 года принял боевое крещение. 31 июля дивизию передали в 30-ю армию Западного фронта.
Добровольский принимал участие в Смоленском сражении, где проявил стойкость в обороне и был награждён своим первым орденом — Красного Знамени.
Во время Вяземской операции полк под командованием Добровольского попал в окружение, но сумел прорваться к своим и с 17 октября воевал на Калининском фронте, участвовал в битве за Москву. В декабре 1941 года был назначен на должность начальника штаба 107-й мотострелковой дивизии, переименованной 10 января 1942 года в 2-ю гвардейскую мотострелковую дивизию. Участвовал в Ржевско-Вяземской наступательной операции 1942 года.
С 15 июля по 26 декабря 1942 года командовал 17-й гвардейской стрелковой дивизией на Калининском фронте. 27 ноября 1942 года ему было присвоено воинское звание «генерал-майор».
С 26 декабря 1942 года по 28 сентября 1943 года командовал 134-й стрелковой дивизией 41-й армии Калининского фронта, которая участвовала в Ржевско-Вяземской операции 1943 года, освободив более 100 населённых пунктов, в том числе и город Белый. В августе 1943 года дивизия принимала участие в Смоленской наступательной операции, а с 30 июля 1943 года дивизия участвовала в освобождении Духовщинского района, с тяжелыми боями овладела укрепленным опорным пунктом в д. Вердино Духовщинского района (Смоленская область). Приказом Верховного Главнокомандующего 134-й стрелковой дивизии присвоено наименование Вердинской.
С сентября 1943 года командовал 84-м стрелковым корпусом, командуя которым, завершал Смоленскую наступательную операцию, а также участвовал в зимних операциях 1943—1944 годов на центральном участке фронта.
В мае 1944 года был назначен на должность командира 16-го стрелкового корпуса Приморской армии, командовал которым вплоть до конца войны. К моменту его назначения боевые действия по освобождению Крыма уже завершились. К началу сентября корпус был переброшен под Брест и передан в резерв 1-го Белорусского фронта.
Командир 16-го стрелкового корпуса 30-й армии 1-го Белорусского фронта генерал-майор Е. В. Добровольский отличился в Висло-Одерской наступательной операции. В начале которой корпус прорвал долговременную многоэшелонированную оборону противника в районе города Казимеж, а затем, форсировав реку Варта, прорвал и тыловой оборонительный рубеж. Неотступно преследуя отходящего противника и не давая ему закрепиться на новых рубежах, 20 января 1945 года бойцы корпуса с ходу овладели городом Калиш. К концу января корпус уже ворвался на территорию Германии. В этой операции силами корпуса уничтожено и захвачено 549 орудий всех типов, 123 танка, 4011 автомашин, 100 самоходных орудий. Убито 7160 солдат и офицеров, ещё 1270 захвачены в плен.
Указом Президиума Верховного Совета СССР от 6 апреля 1945 года «за образцовое выполнение боевых заданий Командования на фронте борьбы с немецкими захватчиками и проявленные при этом отвагу и геройство» генерал-майору Ерофею Владимировичу Добровольскому присвоено звание Героя Советского Союза с вручением ордена Ленина и медали «Золотая Звезда».
20 апреля 1945 года ему было присвоено воинское звание «генерал-лейтенант». Это было уже четвёртое внеочередное повышение в воинском звании Е. Добровольского на фронте, вступившего в войну майором.
Принимал участие в Восточно-Померанской и Берлинской наступательных операциях.

### Послевоенная карьера

Могила Добровольского на Кунцевском кладбище

С июля 1945 по май 1946 года — начальник Управления окружной военной комендантуры Дрезденского округа и комендант Дрездена. Затем убыл на учёбу.
В 1947 году окончил Высшие академические курсы при Высшей военной академии имени К. Е. Ворошилова. С апреля 1947 года командовал 38-м гвардейским воздушно-десантным корпусом (Тула). С июня 1955 года служил помощником командующего Воздушно-десантными войсками и начальником отдела боевой подготовки ВДВ, с октября 1956 года — помощником командующего войсками и начальником Управления боевой подготовки Северного военного округа, с марта 1957 года — заместителем командующего войсками Северного военного округа по боевой подготовке. В декабре 1958 года генерал=лейтенант Ерофей Владимирович Добровольский уволен в запас.
Жил в Москве по адресу: Новопесчаная улица, 23/7. С 1959 по 1982 годы работал заместителем директора производственного объединения Министерства газовой промышленности СССР. С 1982 года находился на пенсии.
Ерофей Владимирович Добровольский умер 21 апреля 1987 года в Москве. Похоронен на Кунцевском кладбище (участок 9-2).

## Награды
- Медаль «Золотая Звезда» Героя Советского Союза (6.04.1945);
- два ордена Ленина (6.04.1945);
- четыре ордена Красного Знамени (31.08.1941, 5.05.1942, 6.11.1945, …);
- два ордена Суворова 2-й степени (22.09.1943, 29.05.1945);
- орден Отечественной войны 1-й степени (11.03.1985);
- орден Красной Звезды (3.11.1944);
- орден «Знак Почёта»;
- Медаль «За оборону Москвы»;
- Медаль «За взятие Берлина»;
- Медаль «За освобождение Варшавы»;
- Другие советские медали;
- орден «Крест Грюнвальда» (Польша);
- иностранные медали.

## Память
В честь Добровольского названа улица в Жлобине (Гомельская область, Белоруссия), и Могилёве (Могилёвская область, Белоруссия).